# Dugumenu
Dugumenu é uma ilha da Papua-Nova Guiné. Faz parte das ilhas Marshall Bennett e à província de Milne Bay. Tem área de cerca de 180 hectares e é desabitada mas habitantes das ilhas vizinhas, Kwaiwatta e Gawa, usam Dugumenu para obter cocos e pescar.